# Enzo Pretolani
Enzo Pretolani (Rocca San Casciano, 3 maggio 1942) è un ex ciclista su strada italiano.

## Carriera
Nato nel 1942 a Rocca San Casciano, in provincia di Forlì, da dilettante ha vinto La Popolarissima nel 1962 con la S.C. Rinascita Ravenna.
Nel 1966, a 24 anni, è passato professionista con la Queen Anne, partecipando alla Vuelta a España, imponendosi nella 1ª semitappa della 2ª tappa, da Murcia a La Manga del Mar Menor, e concludendo 55º in classifica generale, ultimo tra i ciclisti che hanno portato a termine la corsa.
Ha chiuso la carriera nel 1966, a 24 anni.

## Palmarès
- 1962 (dilettanti)

La Popolarissima
- 1966 (Queen Anne, una vittoria)

2ª tappa 1ª semitappa Vuelta a España (Murcia > La Manga del Mar Menor)

## Piazzamenti

### Grandi Giri
- Vuelta a España

1966: 55º